# Conacul urban Ghica-Comănești V. V. Cristi
Conacul urban Ghica-Comănești V. V. Cristi este o clădire amplasată pe str. 31 August 1989, 100 în Chișinău, Republica Moldova. Este un monument arhitectural de importanță națională inclus în Registrul monumentelor Republicii Moldova ocrotite de stat cu nr. 268 (municipiul Chișinău). Datează din anii 1870.